# Гиш, Руслан Айдамирович
Русла́н Айдами́рович Ги́ш (род. 19 марта 1951, аул Пчегатлукай, Теучежский район, Краснодарский край, РСФСР, СССР) — советский и российский учёный-аграрий, специалист в области овощеводства открытого и защищенного грунта. Доктор сельскохозяйственных наук (2000), профессор ВАК (2008), заведующий кафедрой овощеводства Кубанского государственного аграрного университета им. И. Т. Трубилина.

## Биография
Родился в ауле Пчегатлукай Теучежского района Краснодарского края. Отец Гиш Айдамир Касеевич – ветеран Великой Отечественной войны, учитель, член Совета старейшин при Президенте Республики Адыгея.
1969 — окончил Пчегатлукайскую среднюю школу. Участник всесоюзной комсомольской стройки Воткинской ГЭС.
1970—1972 — служба в рядах Советской армии.
1972—1977 — учеба на факультете плодоовощеводства и виноградарства Кубанского сельскохозяйственного института.
1977—1981 — председатель (освобожденный) студенческого профкома КСХИ.
С 1986 года по н.в. — научно-практическая деятельность неразрывно связана с кафедрой овощеводства: аспирант (1981—1984); ассистент, старший преподаватель (1984—1986); доцент (1999—2001); профессор, заведующий кафедрой овощеводства (2001—н.в.). 

## Научная, образовательная и общественная деятельность
В 1987 году в диссертационном совете Всесоюзного исследовательского института селекции и семеноводства овощных культур в Москве защитил диссертационную работу по теме "Технология безрассадной культуры перца и баклажана на выщелоченном черноземе Западного Предкавказья" на ученую степень кандидата сельскохозяйственных наук.
В 2000 году докторскую диссертацию по теме: "Биологический потенциал перца сладкого, баклажана и его использование в условиях Западного Предкавказья" на соискание ученой степени доктора сельскохозяйственных наук.
Научные исследования: энергосберегающие технологии возделывания овощных культур в открытом и защищенном грунте. Один из разработчиков производства зеленных и листостебельных овощных культур по инновационным технологиям в гидропонных теплицах методом плавающих подносов.
С 2002 по 2004 профессор Р.А. Гиш возглавлял Краснодарский научно-исследовательский институт овощного и картофельного хозяйства Россельхозакадемии по совместительству.
В 2005 году был приглашен на работу в ЗАО «Сад-Гигант холод» в качестве технического директора строящегося инновационного тепличного комплекса по выращиванию зеленных культур методом гидропоники, рассады овощных культур и цветов для ландшафтной архитектуры.
Под руководством Р.А. Гиш с 2005 по 2015 гг. были внедрены в промышленное овощеводство 12 альтернативных технологий производства, обеспечивших ежегодное рентабельное выращивание.
Список научных трудов профессора Р.А. Гиш включает более 200 научных, учебных и учебно-методических работ, в том числе 3 учебника для агрономических специальностей аграрных вузов страны: "Овощеводство юга России" (2012), "Овощеводство защищенного грунта" (2018), "Малораспространенные овощные культуры" (2022). Профессор автор 156 научных работ, среди которых 5 монографий, 7 учебных пособий с грифомУМО и Министерства сельского хозяйства РФ. Обладатель 12 авторских свидетельств Государственной комиссии РФ по испытанию и охране селекционных достижений.
Под научным руководством подготовлено 4 кандидата наук, 32 магистра. Член двух диссертационных советов по защите кандидатских и докторских диссертаций. Входит в состав редакционных коллегий трех научных журналов: "Гавриш", "Теплицы России" и "Овощеводство и тепличное хозяйство".
С 2015 г. по н.в., как профессиональный овощевод и популяризатор овощных диет, многократно участвует в качестве эксперта в программе "Жить здорово" на Первом канале общероссийского Федерального телевидения.

## Награды и звания
- Юбилейная медаль «100 лет Кубанскому государственному аграрному университету имени И.Т. Трубилина» (2022)
- Медаль «За выдающийся вклад в развитие Кубани» III степени (2021)
- Почетный знак «За вклад в развитие защищенного грунта России» (2018)
- Золотая Медаль Президента Республики Адыгея А.К. Тхакушинова (2018)
- Почетный работник сферы образования Российской Федерации (2017)[4]
- Юбилейная медаль «95 лет Кубанскому государственному аграрному университету имени И.Т. Трубилина» (2017)
- Почетный гражданин аула Пчегатлукай (2016),
- Медаль «Слава Адыгеи» (20 июля 2015) — за особые заслуги перед Республикой Адыгея и многолетний добросовестный труд
- Премия администрации Краснодарского края в области образования (2014)
- Заслуженный работник сельского хозяйства Кубани (2011)[3][4]
- Заслуженный деятель науки Республики Адыгея (1997)[3][4]